# Adrien Le Roy de La Tournelle
Pour les articles homonymes, voir La Tournelle.
Adrien Leroy de La Tournelle est un homme politique et magistrat français né le 20 février 1803 à Lyon (Rhône) et mort le 20 août 1860 à Coligny (Ain).

## Biographie
Substitut du procureur à Lyon en 1830, puis assesseur du procureur général près la chambre des pairs, Adrien Le Roy de La Tournelle est ensuite substitut général à Paris, procureur général à Nîmes puis à Orléans. En 1844, il prend les fonctions de premier président de la cour royale de Dijon. 
Il est promu officier de l'ordre de la Légion d'honneur le 22 août 1860. Il est inhumé au cimetière communale de Montoire-sur-le-Loir.

### Carrière politique
Adrien Le Roy de La Tournelle est député de l'Ain de 1840 à 1848, siégeant dans la majorité soutenant la monarchie de Juillet. En 1844, à la suite de sa nomination au poste de premier président de la cour d'appel de Dijon, il dut se représenter devant les électeurs afin de confirmer son mandat. Il fut ensuite réélu en 1846.

## En savoir plus